# Jevgenij Rojzman
Jevgenij Vadimovitj Rojzman (ryska: Евгений Вадимович Ройзман), född 14 september 1962, är en rysk politiker och tidigare borgmästare i Jekaterinburg, som gjort sig känd för sin kamp mot korruption och droger.
Rojzman föddes i Jekaterinburg, som då hette Sverdlovsk, i en judisk familj där fadern var lärare i ryska språket och litteraturen och modern var konstnär. Som fjortonåring ska han ha flytt hemifrån, färdats runt landet och börjat arbeta som svetsare hos Uralmasj. 1981–1983 avtjänade han två år i fängelse för stöld och bedrägeri. Han har även studerat historia, arkivkunskap och de gammaltroendes ikonmåleri vid Urals statliga universitet i Jekaterinburg.
Rojzman har gett ut tre diktsamlingar och är medlem av Ryska författarförbundet. Han är också delägare i en juvelerarfirma. År 1999 var han en av medgrundarna till fonden "Stad utan narkotika" samt till ett privat museum i Jekaterinburg för de gammaltroendes ikonmåleri, som hade sitt centrum i staden Nevjansk, 90 km norrut. För sina insatser för rysk konst tilldelades han 2010 en silvermedalj från Ryska konstakademien.
Åren 2003–2007 var han invald i ryska statsduman, under dess fjärde mandatperiod, efter att ha fått 40% av rösterna i en enmansvalkrets för norra Jekaterinburg. I valet 2007 ville han kandidera igen, den här gången för partiet Rättvisa Ryssland, men lyckades inte bli överens med partiledningen. Han stod sedan utanför politiken tills han i juli 2011 gick med i partiet Rätt sak (Правое дело), som han dock lämnade igen i september samma år. I oktober 2012 anslöt han sig till partiet Medborgarplattformen (Гражданская платформа), i vars namn han 2013 valdes till borgmästare i Jekaterinburg.
Våren 2017 tillkännagav han sin avsikt att kandidera i höstens val till guvernörsposten för Sverdlovsk oblast.